# 福岡町駅
福岡町駅（ふくおかちょうえき）は、かつて愛知県岡崎市にあった、名鉄福岡線の駅。福岡線は鉄道線であったが、実質は岡崎市内線の一部であり、路面電車で運行されていた。

## 歴史
元々は西尾線のうち、西三軌道が開業した区間（岡崎新 - 西尾）に存在した土呂駅（とろえき）である。福岡町駅とされたのは、1943年の西尾線（岡崎新 - 西尾）の営業休止後に岡崎新 - 当駅間が福岡線として営業再開した時からである。
なお西尾線の福岡町以南の部分は、そのまま営業再開されることなく廃止されている。このため、福岡町駅復活後に西尾線の電車が乗り入れることはなかった。

### 年表
- 1911年（明治44年）10月30日 - 西三軌道が岡崎新 - 西尾間を開業させた際に土呂駅として開業。
- 1912年（明治45年）1月25日 - 西三軌道が西尾鉄道に社名変更。
- 1926年（大正15年）12月1日 - 愛知電気鉄道が西尾鉄道を合併。岡崎新 - 西尾 - 吉田港間を西尾線とする。
- 1929年（昭和4年）4月1日 - 愛知電気鉄道西尾線 岡崎新 - 西尾間の軌間を762 mmから1,067 mmに改軌、600 V電化。
- 1935年（昭和10年）8月1日 - 愛知電気鉄道が名岐鉄道へ合併したことにより名古屋鉄道が発足したため、同社の駅となる。
- 1943年（昭和18年）12月16日 - 西尾線 岡崎新 - 西尾間が不要不急路線となり休止。当駅も休止される。
- 1947年（昭和22年）頃 - 西尾線の休止区間のうち、岡崎新 - 土呂間の復活運動が起こる。岡崎市、福岡町、六ツ美村が工費の3分の1を負担することで復活が決まる。
- 1951年（昭和26年）12月1日 - 岡崎新（岡崎駅前） - 当駅間が福岡線として復活。福岡町駅に改称の上で営業再開。
- 1959年（昭和34年）11月25日 - 休止区間の西尾線の当駅 - 西尾間が廃止される。
- 1962年（昭和37年）6月17日 - 岡崎市内線、福岡線の廃止により廃駅となる。

## 駅構造
土呂駅として開設当時は鉄道線駅であり、鉄道線用の高床ホームと駅舎も存在した。
戦後、福岡線福岡町駅として復活した際は、岡崎市内線の路面電車に対応した低床のホームが新設され、駅舎も小ぶりの物が新設された。

### 配線図
| ← 岡崎新方面 | 土呂駅 構内配線略図（1943年） | → 西尾方面 |
| 凡例 出典:   |                               |            |

| ← 岡崎駅前方面 | 福岡町駅 構内配線略図（1957年） |  |
| 凡例 出典:     |                                 |  |

## 廃止後
福岡線は専用軌道であったこともあり、廃線跡は名鉄バスのバス専用道路に転用されたが2016年に廃止された。
駅跡は名鉄バス福岡町バス停となっている。かつての駅の敷地を利用して、バスの回転場が設置されている。

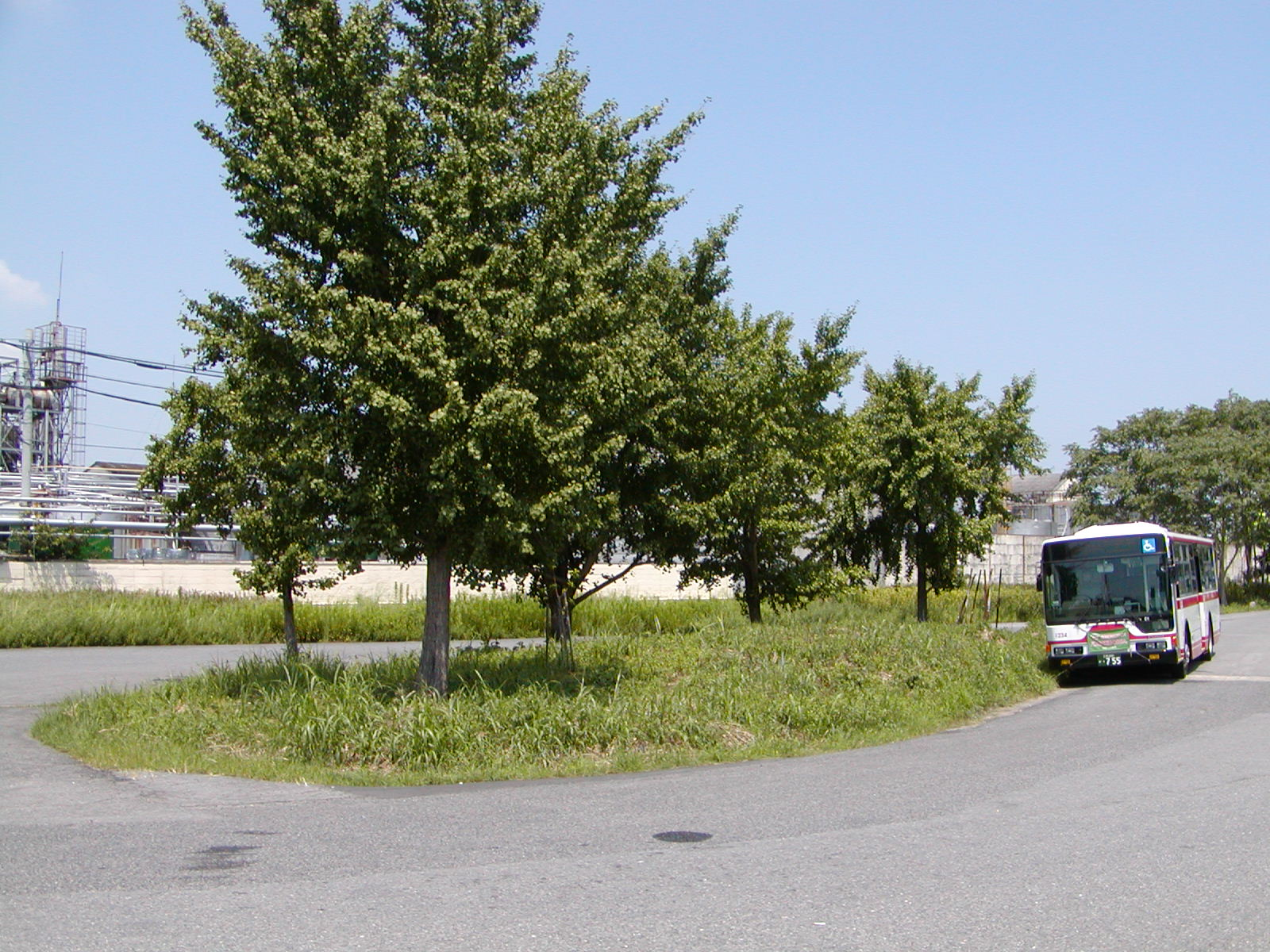
駅跡に設置されたバス回転場

## 隣の駅
名古屋鉄道
福岡線（岡崎市内線）
西若松駅 - 福岡町駅
西尾線（旧線）
岡崎新駅 - 土呂駅 - 三河中島駅
かつては当駅 - 三河中島駅間に占部駅（1917年廃止）が存在した。